# Мазовецкие немазуракающие говоры

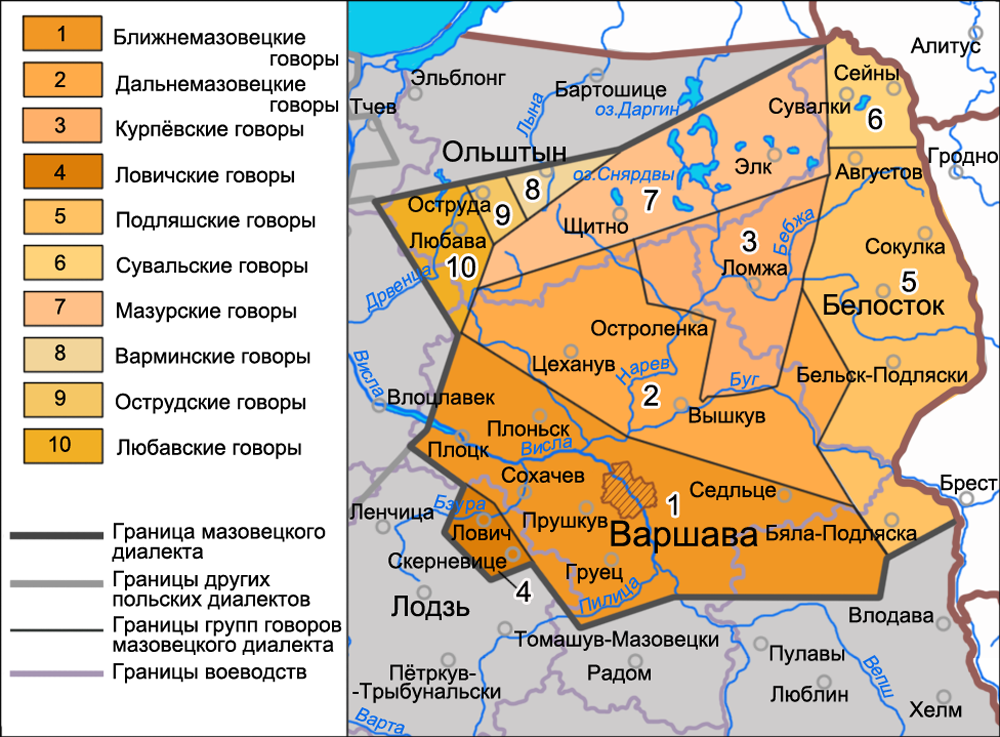
Мазовецкие немазуракающие говоры на карте мазовецкого диалекта

Мазове́цкие немазура́кающие го́воры — говоры мазовецкого диалекта, распространённые в северо-восточной части Польши на юго-западе Варминьско-Мазурского воеводства. К ним относят любавские, острудские и варминские говоры. Главным отличием их от остальных мазовецких говоров является отсутствие в их языковых системах мазурения. Данные говоры были объединены К. Ничем вместе с мальборскими и кочевскими в группу так называемых новых немазуракающих диалектов (некашубское Поморье и Вармия), сформировавшихся сравнительно в позднее время у полонизированных пруссов.

## Вопросы классификации
В одной из ранних классификаций польских диалектов К. Нич рассматривал мазовецкие немазуракающие говоры как часть особого переходного хелминско-мазовецкого наречия (пол. narzecze przechodnie chełmińsko-mazowieckie), относя их к смешанному типу диалектов. По его мнению варминско-острудско-любавские говоры возникли на прусской основе. Иноязычным влиянием он объясняет и возникновение в данных говорах такого явления как «сяканье».
С. Урбанчик относил немазуракающие говоры к великопольскому диалекту, К. Дейна относил к великопольскому только кочевские говоры, все остальные — к мазовецкому. В современной польской диалектологии чаще всего кочевские и мальборские говоры включаются в состав великопольского диалекта, а любавские, острудские и варминские немазуракающие говоры — в состав мазовецкого диалекта.

## Область распространения
Ареал мазовецких немазуракающих говоров занимает юго-западные районы территории Варминско-Мазурского воеводства, в которых расположены такие города, как Любава, Оструда, Ольштын и другие.
Размещаясь в северо-западной части ареала мазовецкого диалекта, немазуракающие говоры на севере граничат с новыми смешанными польскими диалектами, на востоке и на юге — с мазурскими и дальнемазовецкими говорами мазовецкого диалекта. На западе немазуракающие говоры граничат с хелминско-добжинскими говорами великопольского диалекта.

## Особенности говоров
В мазовецких немазуракающих говорах представлены типичные севернопольские диалектные особенности. За исключением отсутствия мазурения в узком смысле языковые черты немазуракающих говоров во многом сходны с чертами остальных говоров мазовецкого диалекта.

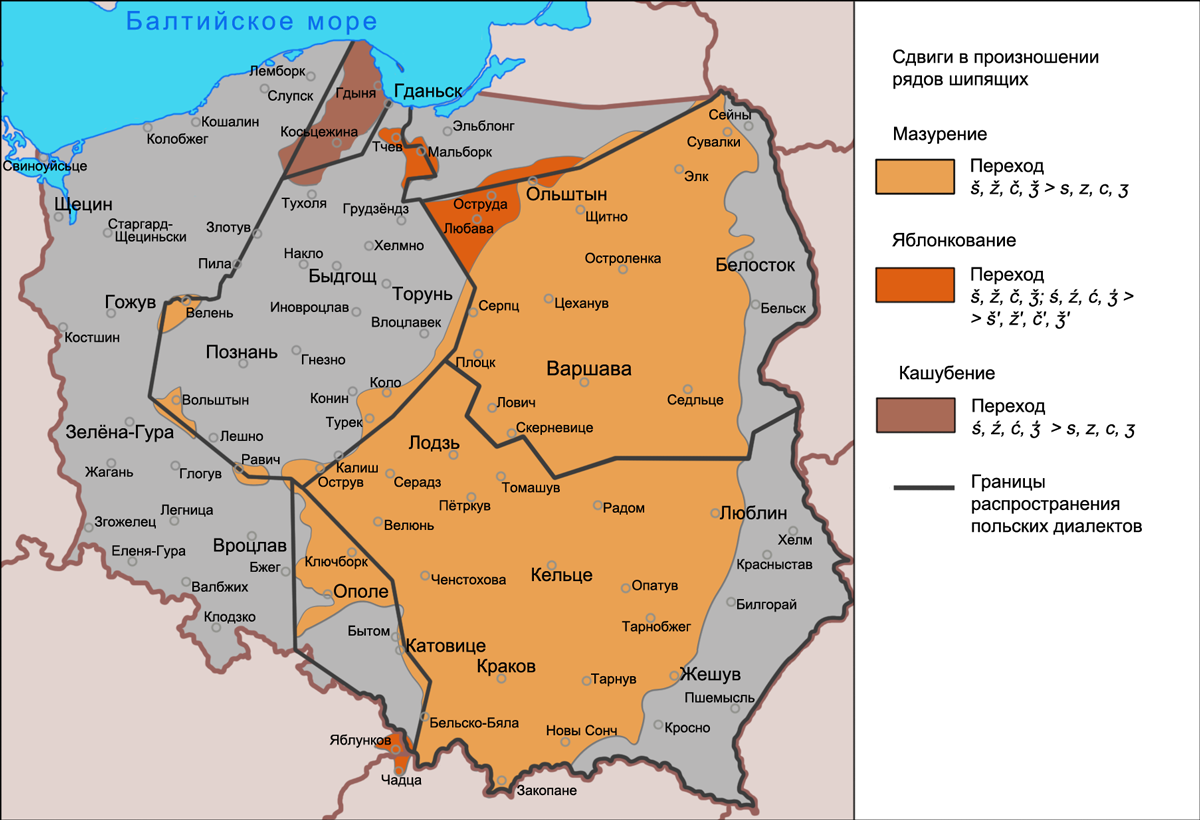
Ареал яблонкования на территории распространения мазовецкого диалекта

Для мазовецких немазуракающих говоров характерны следующие диалектные черты:

### Фонетика
1. Отсутствие дифтонгов на месте древнепольских ā и ō. При этом в любавских говорах ā перешло в a, а в острудских и варминских говорах на месте ā сохраняется суженный гласный: o в районе Оструды и å в Вармии. На месте ō отмечается произношение ou, u. На месте ē — ey, y или i.
2. Узкое произношение носовых гласных в любавских, острудских, северноварминских и восточноварминских говорах. В говорах западной и южной Вармии носовой заднего ряда произносится узко, носовой переднего ряда — широко.
3. Совпадение y и i.
4. Наличие яблонкования («сяканья») на всей территории немазуракающих говоров, исключая западную Вармию. Ряды шипящих š, ž, č, ǯ и ś, ź, ć, ʒ́ совпадают в одном ряду: š́, ž́, č́, ǯ́. В восточной Вармии данный ряд представлен как š, ž, ć, ʒ́, в западной Вармии отмечаются, как и в литературном языке, все три ряда.
5. Глухой тип сандхи.
6. Асинхронное произношение мягких губных согласных. В любавских говорах преимущественно представлена дополнительная артикуляция j, в острудских и варминских — ś, ź, ń.
7. Смешение kie/gie и ke/ge с обобщением твёрдого: ke/ge.

### Морфология
1. Наличие в 1-м лице мн. числа индикатива и императива глаголов флексии -wa.
2. Наличие во 2-м лице мн. числа глаголов флексии -ta (в любавских и острудских говорах — -ta и -cie).
3. Форма dwa, употребляющаяся во всех родах.
4. Распространение морфонологического типа śel’i.
5. Словообразование с суффиксом -ak.
6. Отсутствие грамматической категории мужского лица в имени и глаголе.